# Christiane Soeder
Christiane Soeder (15 de enero de 1975) es una deportista germano-austriaca que compitió en duatlón y ciclismo. Reside en Viena.

## Trayectoria
Ganó una medalla de bronce en el Campeonato Mundial de Duatlón de 2000, y una medalla de plata en el Campeonato Europeo de Duatlón de 2001. Además obtuvo una medalla de bronce en el Campeonato Mundial de Duatlón de Larga Distancia de 2001.
Debutó como profesional en el ciclismo en ruta en 2005 tras ser 2.ª en el Campeonato de Alemania Contrarreloj, 2.ª en el Campeonato de Alemania en Ruta en 2003 y ganar el Campeonato de Austria en Ruta (tras cambiar su nacionalidad) y conseguir una etapa del Tour de Feminin-Krásná Lípa en 2004. Desde sus inicios como profesional, además de en los campeonatos nacionales, destacó en la Grande Boucle consiguiendo el 3.er puesto con una victoria de etapa en 2005, ganadora con una victoria de etapa en 2008 y el 2.º puesto con otra victoria de etapa en 2009. Además obtuvo victorias en el Tour de l'Aude Femenino y ganó el L'Heure d'Or Féminine/The Ladies Golden Hour 2006 (prueba puntuable para la Copa del Mundo).
En 2010 se retiró del ciclismo profesional pero gracias a patrocinios individuales participa en algunas carreras nacionales.

## Medallero internacional
| Representando a Alemania |                  |                   |            |
| Campeonato Mundial       |                  |                   |            |
| Año                      | Lugar            | Medalla           | Prueba     |
| 2000                     | Calais (Francia) | Medalla de bronce | Individual |
| Campeonato Europeo       |                  |                   |            |
| Año                      | Lugar            | Medalla           | Prueba     |
| 2001                     | Mafra (Portugal) | Medalla de plata  | Individual |

| Representando a Alemania |                       |                   |            |
| Campeonato Mundial       |                       |                   |            |
| Año                      | Lugar                 | Medalla           | Prueba     |
| 2001                     | Venray (Países Bajos) | Medalla de bronce | Individual |

| Representando a Austria |                      |                   |              |
| Campeonato Mundial      |                      |                   |              |
| Año                     | Lugar                | Medalla           | Prueba       |
| 2007                    | Stuttgart (Alemania) | Medalla de bronce | Contrarreloj |
| 2008                    | Varese (Italia)      | Medalla de plata  | Contrarreloj |

## Palmarés

### Duatlón
2000
- 3.ª en el Campeonato del Mundo de Duatlón

2001
- 3.ª en el Campeonato del Mundo de Duatlón de Larga Distancia

### Ciclismo
2003 (como amateur)
- 2.ª en el Campeonato de Alemania Contrarreloj
- 2.ª en el Campeonato de Alemania en Ruta

2004 (como amateur)
- Campeonato de Austria en Ruta
- 1 etapa del Tour de Feminin-Krásná Lípa

2005
- 2.ª en el Campeonato de Austria en Ruta
- Campeonato de Austria Contrarreloj
- 1 etapa del Tour de l'Aude Femenino
- 3.ª en la Grande Boucle, más 1 etapa[8]

2006
- 1 etapa del Geelong Tour
- Campeonato de Austria Contrarreloj
- Campeonato de Austria en Ruta
- 1 etapa del Tour de Turingia femenino
- L'Heure d'Or Féminine/The Ladies Golden Hour

2007
- 1 etapa del Tour de l'Aude Femenino
- Campeonato de Austria Contrarreloj
- 1 etapa del Tour de Turingia femenino
- 3.ª en el Campeonato Mundial Contrarreloj

2008
- Geelong Tour, más 1 etapa
- Grand Prix de Suisse/Souvenir Magali Pache
- Grande Boucle , más 1 etapa
- 1 etapa del Tour Cycliste Féminin International de l'Ardèche
- Campeonato de Austria Contrarreloj
- 2.ª en el Campeonato Mundial Contrarreloj

2009
- Grand Prix de Suisse
- 2.ª en la Grande Boucle, más 1 etapa
- Campeonato de Austria en Ruta
- 1 etapa del Tour de Turingia femenino
- 1 etapa del Tour Cycliste Féminin International de l'Ardèche
- Campeonato de Austria Contrarreloj

2012 (como amateur)
- Campeonato de Austria Contrarreloj

## Resultados en Grandes Vueltas y Campeonatos del Mundo
Durante su carrera deportiva ha conseguido los siguientes puestos en las Grandes Vueltas femeninas y en los Campeonatos del Mundo en carretera:
| Carrera              | 2003 | 2004 | 2005 | 2006 | 2007 | 2008 | 2009 | 2010 | 2011 | 2012 |
| -------------------- | ---- | ---- | ---- | ---- | ---- | ---- | ---- | ---- | ---- | ---- |
| Giro de Italia       | -    | -    | -    | -    | -    | -    | -    | -    | -    | -    |
| Tour de l'Aude       | -    | -    | 13.ª | -    | Ab.  | -    | -    | -    | X    | X    |
| Grande Boucle        | -    | X    | 3.ª  | -    | -    | 1.ª  | 2.ª  | X    | X    | X    |
| Mundial en Ruta      | -    | -    | -    | -    | -    | 19.ª | 39.ª | -    | -    | -    |
| Mundial Contrarreloj | -    | 39.ª | 11.ª | 11.ª | 3.ª  | 2.ª  | 5.ª  | -    | -    | -    |

-: no participa

Ab: abandono

X: ediciones no celebradas

## Equipos
- Univega/Raleigh/Cervélo (2005-2009)
  - Univega Pro Cycling Team (2005-2006)
  - Raleigh Lifeforce Pro Cycling Team (2007)
  - Cervélo Lifeforce Pro Cycling Team (2008)
  - Cervélo Test Team (2009)